# Jessica Jones
Pour les articles homonymes, voir Jessica Jones (homonymie) et Jones.
Jessica Jones est un personnage de fiction de l'univers Marvel créé en 2001 par Brian Michael Bendis et Michael Gaydos. C'est une ancienne super-héroïne. Elle est connue sous d'autres pseudonymes, comme Jewel ou Knightress.
Apparue dans la série Alias, Jessica est d'abord dépeinte comme une ancienne super-héroïne vaincue par la vie, mais on la voit par la suite se reconstituer et vaincre ses démons.
Les aventures de Jessica ne sont pas terminées à la fin d'Alias. Bendis quitte en effet le label MAX pour revenir à l'univers Marvel classique dans la série The Pulse qui conte la nouvelle vie de Jessica.
Dorénavant elle occupe une place de plus en plus présente dans l'univers Marvel.

## Biographie
Jessica Campbell Jones (dont le véritable nom de famille n'est pas dévoilé) était une jeune fille impopulaire, voire inconnue pour ses camarades dans le lycée Midtown High School qu'elle fréquentait. Elle craquait à l'époque pour Peter Parker. Au cours d'un voyage en voiture, une dispute de la famille de Jessica provoque un accident avec un camion de l'armée. Un conteneur de produits radioactifs est projeté à ce moment sur Jessica. Seule survivante de ce drame, l'accident la plonge dans le coma.
Elle reprend conscience dans un hôpital quelques mois après, lorsque Galactus apparaît sur Terre. Ressentant toujours la culpabilité du survivant, Jessica est adoptée par les Jones.
Elle tente de reprendre le cours de sa vie, mais cela est perturbé par l'apparition de ses nouveaux pouvoirs. Après avoir battu le super-vilain Le Scorpion, elle se baptise Jewel et se lance à cœur perdu dans le super-héroïsme pendant quatre années. Elle fait ainsi brièvement partie des Avengers et commence une amitié en dents de scie avec Carol Danvers.
La vie de Jessica est totalement bouleversée lorsque son chemin croise celui de Zebediah Killgrave, plus connu sous le sobriquet de l'Homme pourpre, un super-méchant qui l'asservit mentalement durant huit mois. Jessica ne doit sa libération qu'au fait que celui-ci se désintéresse d'elle et l'envoie s'attaquer à Daredevil. L'esprit engourdi par son asservissement, elle confond ce dernier avec la Sorcière rouge et l'assomme. Jessica reprend enfin le contrôle d'elle-même, pour s'apercevoir que l'équipe de Wanda Maximoff, alliés aux Défenseurs, se lance à sa poursuite. Rattrapée, un coup de Vision puis la force combinée des Vengers et des Défenseurs la plonge dans le coma. Elle sort plusieurs mois après de ce coma grâce à l'intervention de Jean Grey. Après une période de convalescence, Nick Fury propose à Jessica de devenir la coordinatrice des Vengeurs aux côtés de Clay Quatermain, mais celle-ci refuse, traumatisée par les derniers événements et déprimée par le fait que sa disparition a à peine été remarquée, et décide de rompre tout lien avec la vie super-héroïque.
Quelque temps après, Jessica reprend du service sous le nom de Knightress pour libérer sa rage. Elle rencontre Luke Cage, qui est impressionné par le fait qu'elle tombe le masque devant la police par compassion pour deux enfants. Jessica finit néanmoins par rompre avec tous ses contacts du monde des super-héros et ouvre son bureau de détective privée, Alias Investigations.
Malheureusement pour elle qui souhaitait s'éloigner du milieu des super-héros, les affaires qu'elle reçoit l'y ramènent régulièrement. Elle commence également à fréquenter Scott Lang, une relation arrangée par Carol Danvers. Kilgrave tente de la manipuler à nouveau, mais grâce aux boucliers psychiques posés par Jean Grey, elle parvient à le renvoyer en prison.
Plus tard, ayant renoué avec Luke Cage dont elle tombe enceinte, elle souhaite mener une vie plus calme, abandonne Alias Investigations, et rejoint le journal The Pulse.
Quelques mois après, lorsque Luke Cage rejoint les Avengers, elle le suit et s'installe avec lui (en restant en dehors de l'équipe). 
Elle ne quitte pas Luke, ni l'équipe des Vengeurs durant les événements de Dark Reign lorsqu'ils sont traqués par Norman Osborn. À la fin de ces événements, elle rejoint plus ou moins officiellement les Avengers.
Luke et elle engagent Doreen Green alias Squirrel Girl comme baby-sitter de leur fille, Danielle.

## Pouvoirs et capacités
À la suite de son exposition à des produits chimiques, Jessica a développé une super-force, difficilement quantifiable. Sans être invulnérable, elle fait preuve d'une assez grande résistance aux blessures physiques et au poison (elle contre une décharge empoisonnée de Spider-Woman).
Après avoir été manipulée par l'Homme pourpre, elle a bénéficié de l'aide de Jean Grey pour développer une barrière psionique et contrer les attaques mentales.
Elle possédait la capacité de voler, pouvoir qu'elle a peu à peu perdu en se retirant de la vie de super-héroïne.

## Création
Le personnage est créé par Brian Michael Bendis en rétro-continuité pour les besoins de la série Alias. À l'origine, cette série prévoyait d'utiliser le personnage de Jessica Drew. Or le projet Secret Invasion était en préparation et Jessica Drew y était une pièce essentielle. Il fut donc décidé d'inventer un personnage et de lui créer un passé commun avec les Vengeurs : Jessica Jones.

## Apparitions dans d'autres médias

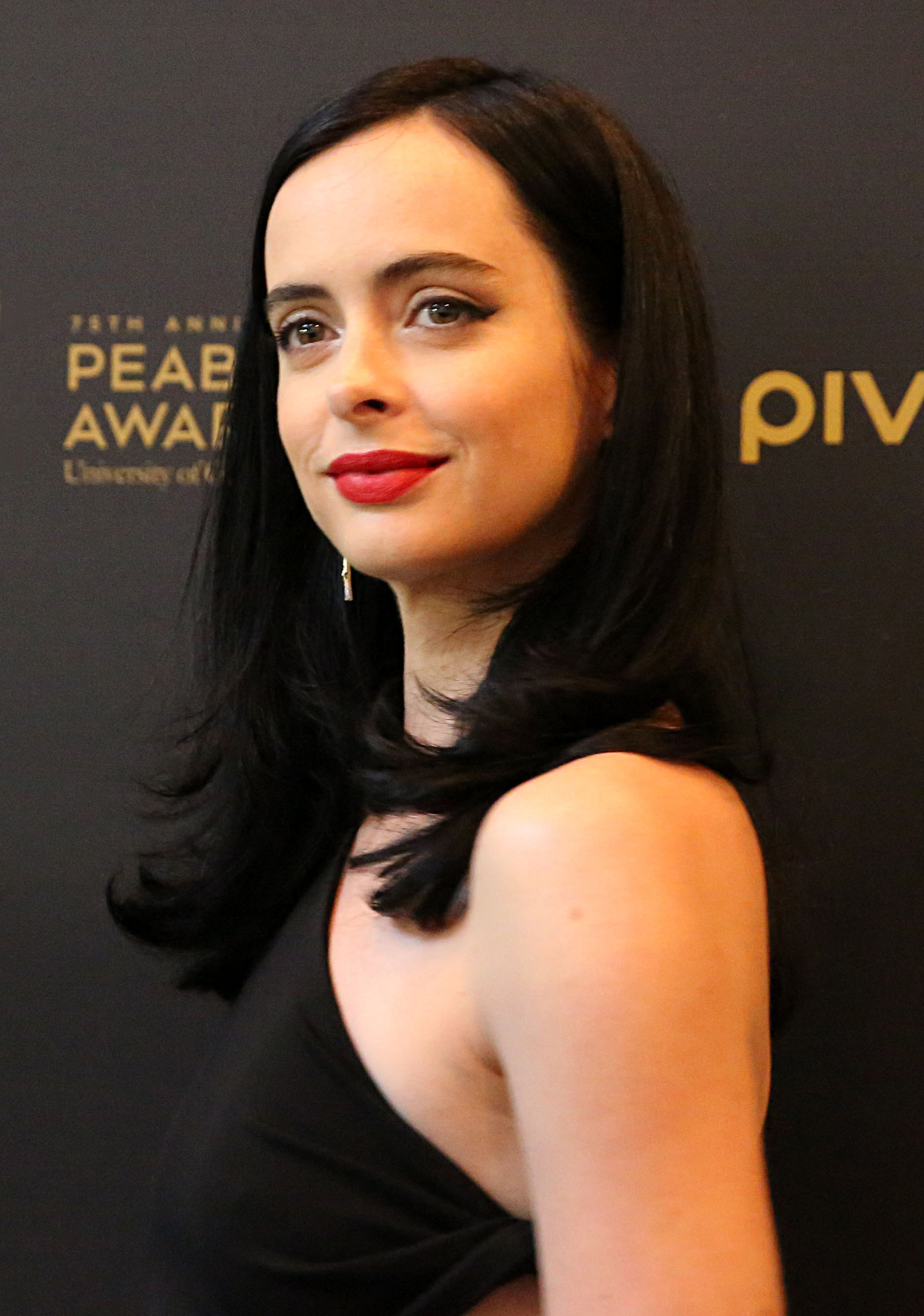
Krysten Ritter incarne Jessica Jones dans la série télévisée Jessica Jones (2015)

Sauf indication contraire, les informations mentionnées dans cette section peuvent être confirmées par la base de données cinématographiques IMDb,  présente dans la section « Liens externes ».

### Télévision
Interprétée par Krysten Ritter dans l'Univers cinématographique Marvel
- 2015-2019 : Jessica Jones (série télévisée) – Dans cette version, Jessica Jones est son vrai nom et aurait subi des expériences pendant son coma, lui donnant sa grande force et résistance physique. Elle a été adoptée par les Walker pour aider à la carrière d'enfant-star de Patsy Walker. Une fois adulte, elle finit par décider d'utiliser ses pouvoirs et devenir une héroïne, mais croise la route de Kilgrave, qui utilise son pouvoir mental pour la manipuler et tuer durant des mois. Traumatisée, elle crée l'agence Alias Investigations pour vivre, se payer l'alcool qu'elle consomme en grandes quantités et enquêter sur Luke Cage, dont elle a tué la femme quand elle était sous le contrôle de Kilgrave.
- 2017 : The Defenders (série télévisée)
- 2026 : Daredevil: Born Again[9] (série télévisée)

### Jeux vidéo
- 2013 : Marvel Heroes, doublée en anglais par Mary Elizabeth McGlynn
- 2016 : Lego Marvel's Avengers
- 2019 : Marvel Ultimate Alliance 3: The Black Order (personnage non jouable)

## Publications

### États-Unis
- Alias #1-28 (Marvel) (septembre 2001 - novembre 2003)
- What If Jessica Jones Had Joined The Avengers ? (Marvel) (février 2005)
- The Pulse #1-14, The Pulse Special Edition #1 (Marvel) (avril 2004 - mai 2006)
- Jessica Jones #1-18 (Marvel) (octobre 2016 - mai 2018)
- Jessica Jones - Marvel Digital Original #1-3 (Marvel) ( juillet 2018 - septembre 2018)
- Jessica Jones - Marvel Digital Original: Purple Daughter #1-3 (Marvel) (janvier 2019 - mars 2019)
- Jessica Jones: Blind Spot #1-6 (Marvel) (janvier 2020 - mars 2020)
- The Variants #1-5 (Marvel) (juin 2022 - décembre 2022)

### France
| Titre                                         | Contenu                                                        | Date de publication | ISBN                 |
| --------------------------------------------- | -------------------------------------------------------------- | ------------------- | -------------------- |
| Alias (Omnibus)                               | Alias #1-28                                                    | 09/11/2011          | (ISBN 9782809419658) |
| Jessica Jones : Alias - Secrets et mensonges  | Alias #1-15                                                    | 13/01/2016          | (ISBN 9782809453164) |
| Jessica Jones : Alias - Pourpre               | Alias #16-28 What If Jessica Jones Had Joined The Avengers ?   | 04/05/2016          | (ISBN 9782809455366) |
| Jessica Jones : The Pulse - Double je         | The Pulse #1-14 New Avengers (2005) Annual #1                  | 04/01/2017          | (ISBN 9782809460469) |
| Jessica Jones - Sans Cage                     | Jessica Jones #1-6                                             | 23/08/2017          | (ISBN 9782809465129) |
| Jessica Jones - Les Secrets de Maria Hill     | Jessica Jones #7-12                                            | 28/02/2018          | (ISBN 9782809469516) |
| Jessica Jones - Le Retour de l'Homme pourpre  | Jessica Jones #13-18                                           | 12/09/2018          | (ISBN 9782809473308) |
| Jessica Jones - Angle Mort                    | Jessica Jones - Marvel Digital Original #1-3                   | 09/05/2019          | (ISBN 9782809481174) |
| Jessica Jones - L'Enfant Pourpre              | Jessica Jones - Marvel Digital Original : Purple Daughter #1-3 | 09/10/2019          | (ISBN 9782809478525) |
| The Variants : Jessica Jones VS Jessica Jones | The Variants (2022) #1-5                                       | 26/04/2023          | (ISBN 9791039115001) |

## Synopsis des éditions françaises
| tome   | Synopsis dévoilant des informations clés de l'intrigue |
| ------ | --- |
| tome 1 | Son nouveau métier se passe globalement bien; la première page du comics de 2001 la montre envoyer contre la porte un client mécontent à tel point que la porte est brisée et que le client tombe brutalement dans le couloir. Son cabinet est quelconque mais moins sordide que dans la série de Netflix. Elle se fait passer sur Internet pour un homme pour draguer le mari (psychologue ou psychiatre) d'une cliente qu'elle soupçonne d'avoir une maîtresse; obtenant un rendez-vous dans un Starbucks, elle l'incite à tout révéler à son épouse par respect pour elle et pour son métier. Elle est instrument d'un complot visant à révéler l'identité secrète de Captain America. De nuit, cliente d'une femme soupçonnant son mari d'adultère, elle photographie un couple et voit l'homme monter sur le toit et revêtir la tenue de Captain America. Elle se dit juste avant que la femme n'a pas choisi le mec le plus moche. Refusant courageusement de rendre public le cliché, elle mène bénévolement son enquête; en entrant dans une permanence électorale elle démasque sa pseudo-cliente. Elle se rend finalement dans un terrain de golf voir un homme puissant, qui lui reproche de ne pas avoir joué son rôle de pion; il fait référence à Monica Lewinsky disant que ce genre d'affaires ne sort jamais par hasard. Jessica a une oreillette et un microphone avec elle et ainsi fournit une preuve irréfutable; l'homme est arrêté. Captain America passe la voir pour la remercier. Dans une superbe double page, il s'excuse de ne pas être sûr s'ils sont rencontrés chez les Vengeurs. Il lui dit ne pas connaître 10 personnes qui auraient agi comme elle, vue comme une alcoolique minable. |
| 2      | Jessica Jones enquête sur la disparition de Mattie Franklin, la dernière Spider-Woman. En fait elle rencontre la sœur d'un homme qui se drogue au sang de Mattie. Elle contacte J. Jonah Jameson, père adoptif de Mattie. Celui-ci ne répond pas. Jessica force la rencontre en le retrouvant dans son parking après sa journée de travail. Il l'envoie à nouveau paître et elle prend Matt Murdock comme avocat. Puis finalement l'épouse du rédacteur lui explique que Jameson ne peut pas s'impliquer officiellement, vu son hostilité ouverte aux super-héros. Ils la reçoivent chez elle. La détective retrouve la jeune fille. On sait aussi que Jones a souffert de Killgrave. |
| 3      | À éclaircir avec les 5 tomes, il semble qu'il y ait plusieurs découpages suivant les éditions. En tout cas la détective va : - retrouver une adolescente fugueuse qui chante dans un bar une chanson à la gloire de Daredevil. La ramenant à New York dans une décapotable, Jones a une conversation téléphonique en mains libres avec Matt Murdock qui est son avocat. L'adolescente est ravie d'entendre son héros et de connaître une de ses proches. - accepter un reportage de Jonah Jameson pour trouver l'identité de Spider-Man. Elle enquête dans des orphelinats à grands frais en faisant travailler Ben Urich. Ensemble ils sont bénévoles pour des soupes populaires. Jameson finit par se rendre compte que c'est de la poudre aux yeux. Il remonte les bretelles à son employé en disant qu'un haut diplômé ne devrait pas faire cela. - coucher avec deux hommes : Luke Cage et un autre, un Vengeur. Une nuit avec ce dernier, elle se réveille tracassée ; l'homme lui demande ce qui se passe et si elle a été violée ; elle s'énerve et répond qu'une fille n'a pas forcément que cela comme difficultés. - tomber enceinte et décider d'élever seule (mais en prévenant le père) l'enfant - évoquer un flashback de ses 8 mois d'enfer à être l'esclave de Killgrave; elle ne doit sa libération qu'au fait que celui-ci se désintéresse d'elle et l'envoie s'attaquer à Daredevil. L'esprit engourdi par son asservissement, elle confond ce dernier avec la Sorcière rouge et l'assomme. Jessica reprend enfin le contrôle d'elle-même, pour s'apercevoir que l'équipe de Wanda Maximoff, alliés aux Défenseurs, se lance à sa poursuite. Thor tente de la frapper de son marteau mais elle esquive. Rattrapée, un coup de la Vision la plonge dans le coma. Elle sort plusieurs mois après de ce coma grâce à l'intervention de Jean Grey. Celle-ci lui crée une protection mentale contre l'Homme-Pourpre. Après une période de convalescence, Nick Fury propose à Jessica de devenir la coordinatrice des Vengeurs aux côtés de Clay Quatermain, mais celle-ci refuse, traumatisée par les derniers événements et déprimée par le fait que sa disparition a à peine été remarquée, et décide de rompre tout lien avec la vie super-héroïque. - affronter à nouveau Killgrave et réussir à lui résister - travailler pour Me Murdock et croiser la Veuve noire sortant de son cabinet, énervée, le traitant d'arrogant - rencontrer à nouveau Peter Parker - dîner avec un homme lors d'un rendez-vous amoureux sur une terrasse et voir Spider-Man courser le docteur Octopus - apprendre que Captain America dévoile sa vraie identité |
| 4      | |
| 5      | |